# Ephydrella breviseta
Ephydrella breviseta är en tvåvingeart som först beskrevs av Malloch 1925.  Ephydrella breviseta ingår i släktet Ephydrella och familjen vattenflugor. Inga underarter finns listade i Catalogue of Life.